# Obléhání Znojma (1404)
Obléhání Znojma roku 1404 spočívalo v neúspěšném šestitýdenním obléhacím pokusu spojených vojsk tehdejšího uherského krále Zikmunda Lucemburského a rakouského vévody Albrechta IV. Rakouského dobýt Znojmo pod kontrolou posádky Jana Sokola z Lamberka a Hynka Suchého Čerta z Kunštátu loajální Moravskému markrabství, v červenci a srpnu roku 1404, jakožto vrcholný střet tzv. moravských markraběcích válek. Navzdory mnohonásobné přesile útočníků nebylo obléhání úspěšné, město se nepodařilo dobýt a invazní vojska se tak následně stáhla zpět na domovské území. Zikmund a Albrecht navíc prodělali nákazu úplavicí (možná též záměrnou otravu), které Albrecht několik týdnů poté podlehl.

## Pozadí

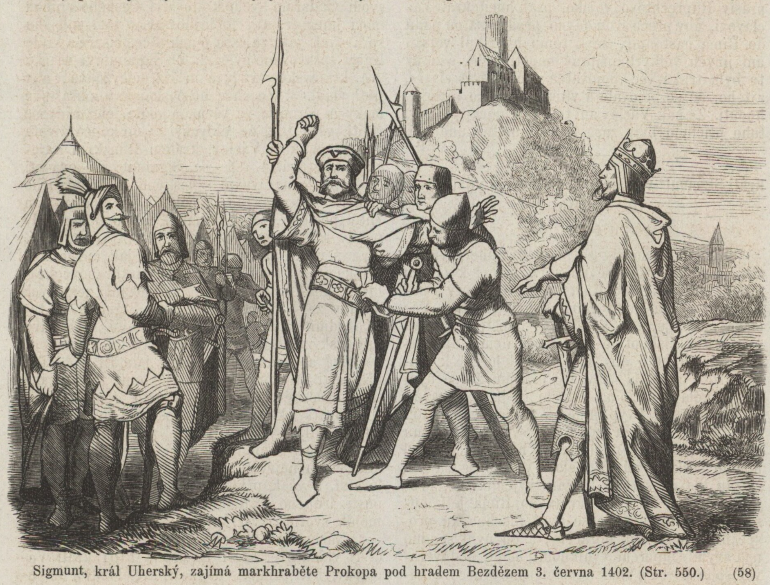
Prokop Lucemburský zajat bratrancem Zikmundem (Česko-moravská kronika, 1868)

Po smrti Karla IV. se začal postupně hroutit řád jak v zemích Koruny české, tak i v Říši. Na Moravě v té době vládli společně synové významného moravského markraběte Jana Jindřicha Lucemburského, bratři Jošt a Prokop Lucemburští. Ti se podíleli na společném úsilí lucemburské dynastie na získání polské a uherské koruny. Finančně podpořili svého bratrance Zikmunda Lucemburského v získání uherské koruny. O finanční pomoc svých moravských bratranců usiloval i český král Václav IV. Po období poměrného klidu a spolupráce v letech osmdesátých však začal mocenský boj uvnitř lucemburské dynastie. Na straně jedné docházelo v prosazování cílů ke spolupráci Zikmunda a Jošta, na straně druhé Václav IV. hledal oporu u svého nejmladšího bratra Jana Zhořeleckého a bratrance – mladšího moravského markraběte Prokopa. Na Moravě skončila spolupráce obou moravských bratří a pro neplnění závazků z Joštovy strany (zejména vyplácení podílu ze zisku Braniborska) se tak koncem 14. století rozhořela na Moravě lokální válka. 
V březnu roku 1402 byl Zikmundem Lucemburským zajat znovu jeho bratr král Václav IV., v červnu byl společnou akcí Zikmunda a Jošta lstí z Bezdězu vylákán a poté zajat a uvězněn i Prokop. V tomtéž roce však došlo i k zásadnímu obratu v Joštově politice. Rozešel se se Zikmundem a naznačil mu, že sám uvažuje o vládě v Čechách. V zemích koruny české se postavil na stranu Václava IV. a navázal spojení s opozicí v Uhrách proti Zikmundovi. Ten se spojil s Albrechtem Rakouským z rodu Habsburků a válka nabyla nových rozměrů. Roku 1403 však vypuklo v Uhrách povstání, a tak se Zikmundova a Albrechtova vojska stáhla z Moravy a účastnila se jeho potlačování. Koncem roku 1403 se podařilo králi Václavovi IV. uprchnout z vězení z Vídně a sesadit Zikmundem dosazenou vládu, Zikmund s Albrechtem poté znovu vytáhli s vojskem do Čech. 

## Obléhání
O střetu obou vojsk se zmiňují některé soudobé prameny, z nichž byla informace o bitvě převzata mj. historiky v 19. století, jako František Palacký či Karel Vladislav Zap.
Rakouská a uherská vojska vytáhla z Rakous na Moravu ve dvou, zhruba stejně početných, vojích. Zikmunova a Albrechtova armáda, každá o počtu asi 12 tisíc mužů, se pak v červenci 1404 spojila u Znojma, jedné z opěrných hraničních pevností moci moravských markrabat. Městskými hradbami a příhodným terénem nad řekou Dyjí chráněné město bylo svěřeno ku obraně rytířům Janu Sokolu z Lamberka a Hynku Suchému Čertovi z Kunštátu, zdatným válečníkům rovněž působících jakožto loupežní rytíři. Vojsko Zikmunda a Albrechta město ze všech stran oblehlo, vyplenila širé okolí a provedla několik útoků, mj. s použitím katapultů a děl.   
Ani přes mnohonásobnou převahu se jim nepodařilo brány města prolomit. Obráncům se rovněž měl zdařit protiútok za hradby města, při kterém mělo dojít ke spálení částí obléhací techniky. Ve vojsku útočníků se navíc začala masivně šířit úplavice, vyvolaná patrně kontaminací vodního zdroje. Tomu mělo podlehnout až několik tisíc obléhatelů. Albrecht IV. Rakouský a Zikmund Lucemburský byli buď epidemií rovněž postiženi, či byli otráveni, oba každopádně těžce ochořeli. Zatímco Albrecht pak 14. září 1404 v Klosterneuburgu u Vídně zemřel, Zikmund se díky drastické léčbě z onemocnění vyléčil. 
Vojska pak následně musela obléhání zanechat a vydala se zpět směrem do Rakous. V opuštěném táboře pak prý zůstalo několik opuštěných katapultů a děl. 

## Důsledky
Střet u Znojma představoval stěžejní moment moravských markraběcích válek, který výrazně, alespoň na čas, oslabil Zikmundův mocenský vliv. Markrabě Prokop byl propuštěn ze svého vězení v kartuziánském klášteře v Brně, ale zanedlouho, 4. září 1405, na následky vězeňských útrap zemřel. Po jeho smrti se Jošt Lucemburský stal jediným pánem na Moravě a postupně se vyrovnal s bratranci Václavem IV. i Zikmundem. Koncem roku 1410 se stal nakrátko i římským králem, avšak v lednu roku 1411 zemřel. Jelikož zemřel stejně jako jeho bratr Prokop bez potomků, připadla Morava a titul markraběte českému králi Václavovi IV. Ten natrvalo spojil České království a Moravské markrabství osobou jednoho vládce. Potvrdil Moravanům jejich svobody a zemským hejtmanem jmenoval svého hofmistra Lacka z Kravař.  